# Durandal (contre-torpilleur)
Pour les articles homonymes, voir Durandal (homonymie).
Le Durandal était le navire de tête de sa classe de quatre contre-torpilleurs construit pour la marine française à la fin des années 1890.

## Conception
La classe Durandal était la première classe de contre-torpilleurs construits pour la marine française et faisait partie du type de contre-torpilleurs de 300 tonnes, dont 55 navires de taille et de disposition similaires ont été construits entre 1897 et 1908,. Ils ont été conçus par le constructeur français spécialisé dans les torpilleurs, les Chantiers et Ateliers Augustin Normand, sur la base de leur conception de torpilleurs de classe Flibustier, mais agrandis et avec une coque plus solide.
Les navires de classe Durandal mesuraient 57,64 m de longueur hors tout et 56 m de longueur entre perpendiculaires, avec une largeur de 5,95 m et un tirant d'eau de 3,20 m. Leur déplacement était de 301 tonnes. Comme tous les contre-torpilleurs de 300 tonnes, le Durandal avait un gaillard d'avant à dos de tortue et un pont volant surélevé à l’arrière. Deux chaudières à tubes d'eau Normand, alimentées au charbon, alimentaient en vapeur deux moteurs à vapeur à triple expansion d’une puissance nominale de 4800 ch (3600 kW), donnant une vitesse prévue de 26 nœuds (48 km/h). Deux cheminées largement espacées étaient installées. Les navires avaient un rayon d'action de 2300 milles marins (4300 km) à 10 nœuds (19 km/h) et 217 milles marins (402 km) à 26 nœuds (48 km/h).

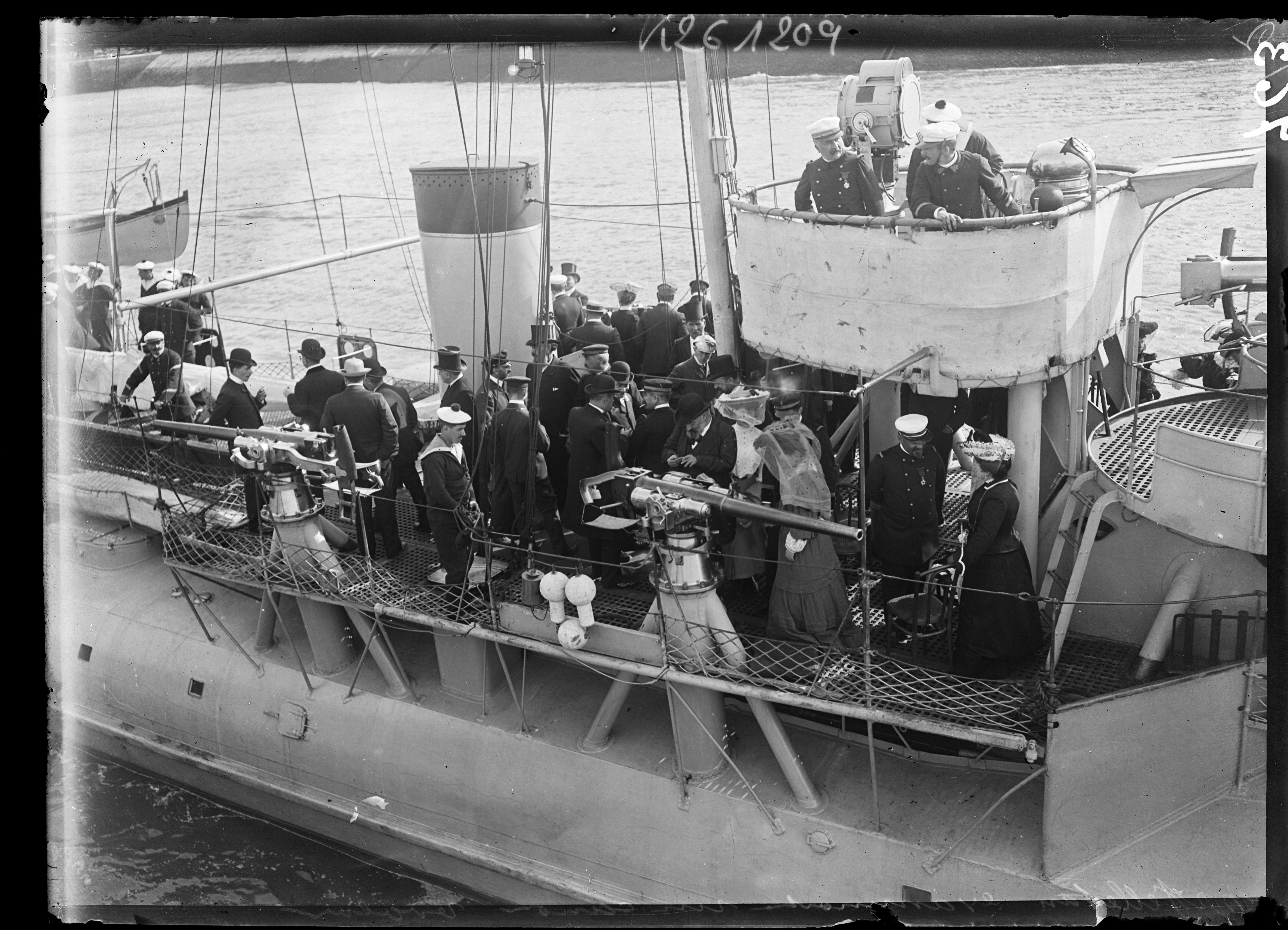
Le ministre de la Marine Camille Pelletan inspectant les canons de 47 mm modèle 1885 du Durandal en août 1904

Le Durandal disposait d’un seul canon de 65 mm modèle 1891 sur une plate-forme surélevée autour de la passerelle du navire, et de six canons de 47 mm/40 modèle 1885 sur les flancs du navire. Deux tubes lance-torpilles de 380 mm étaient installés, et deux torpilles de rechange étant transportées,. Il avait un équipage de quatre officiers et 48 autres hommes.

## Carrière
Le Durandal a été commandé le 5 août 1896 aux Chantiers et Ateliers Augustin Normand et a été mis en chantier le 25 août à leur chantier naval du Havre. Le navire a été lancé le 11 février 1899 et a effectué ses essais en mer d’avril à juillet. Il a été mis en service à l’issue et affecté à l’escadre du Nord. Il a atteint une vitesse de 27,42 nœuds (50,78 km/h) lors d’essais en mer le 4 juillet 1899.
En juillet 1902, le Durandal participe aux manœuvres navales françaises de 1902 en mer Méditerranée.
Lorsque la Première Guerre mondiale éclate en août 1914, le Durandal est l’un des chefs (divisionnaire) de la 2e escadrille de sous-marins de la 2e escadre légère basée à Cherbourg. Le 12 octobre 1914, le Durandal, le contre-torpilleur Escopette et le croiseur auxiliaire Pas de Calais (un paquebot à roues à aubes reconverti), engagent le sous-marin allemand U-20 au large du Cap Gris-Nez,.